# Brodowoje
Brodowoje (ros. Бродовое) – wieś (sieło) w Rosji, w obwodzie woroneskim, w rejonie annińskim. W 2021 liczyła 1239 mieszkańców.